# Ам'єн
Ам'є́н (фр. Amiens) — місто та муніципалітет у Франції, адміністративний центр регіону О-де-Франс та департаменту Сомма. Населення — 134 780 осіб (2022).
Муніципалітет розташований на відстані близько 120 км на північ від Парижа.

## Топоніміка

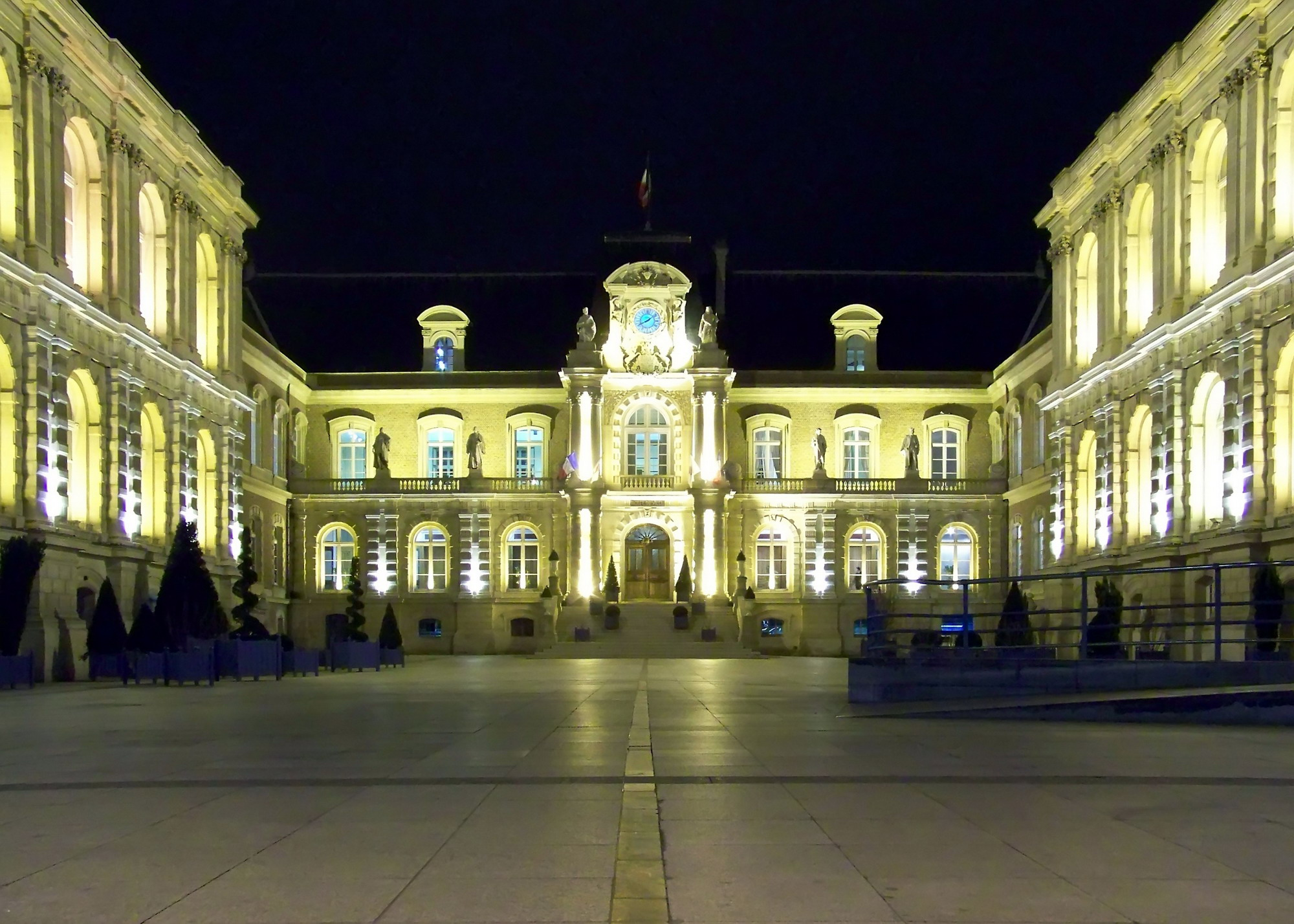
Ам'єнська ратуша XVIII століття.

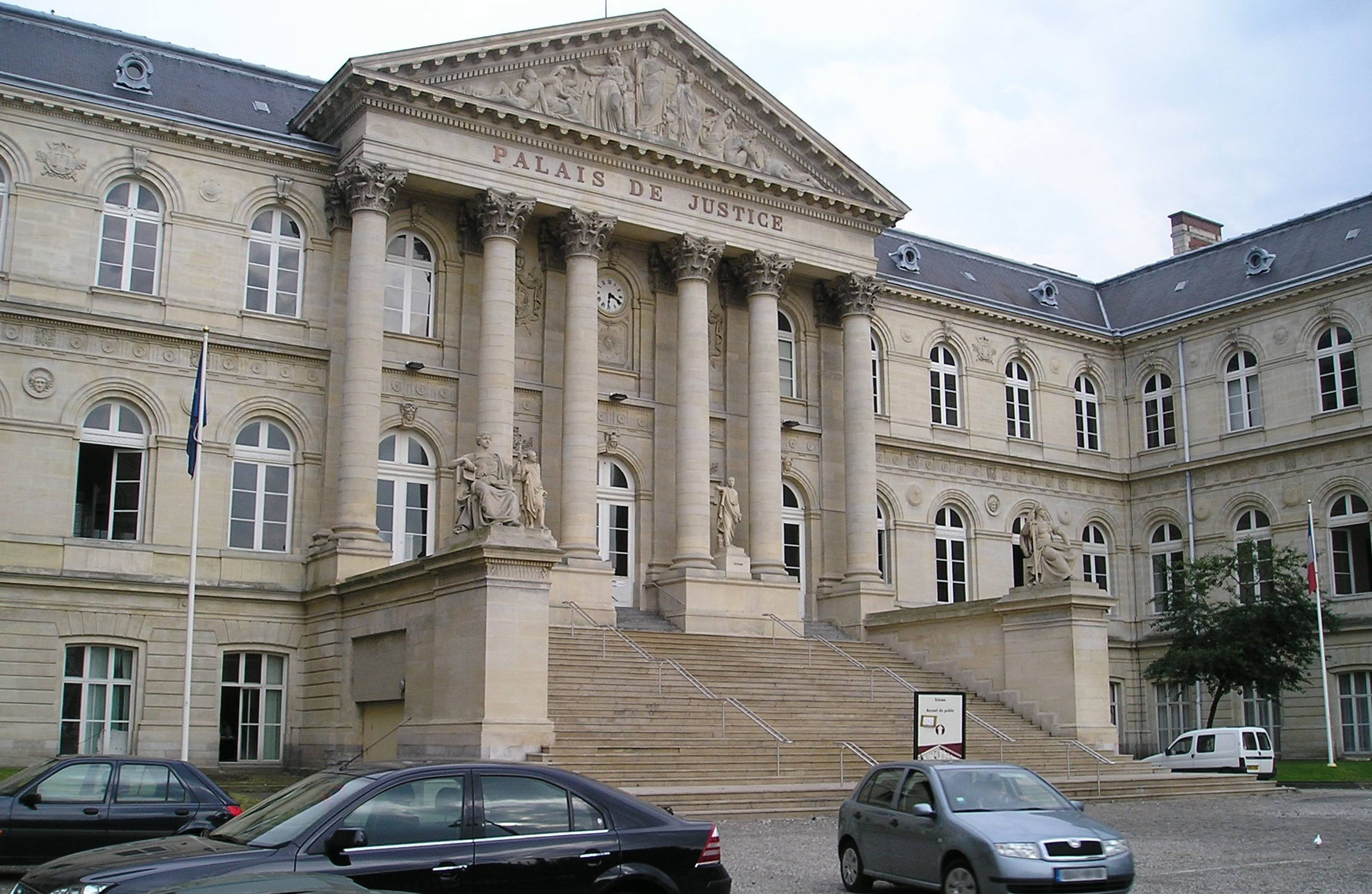
Будинок судових засідань XIX століття.

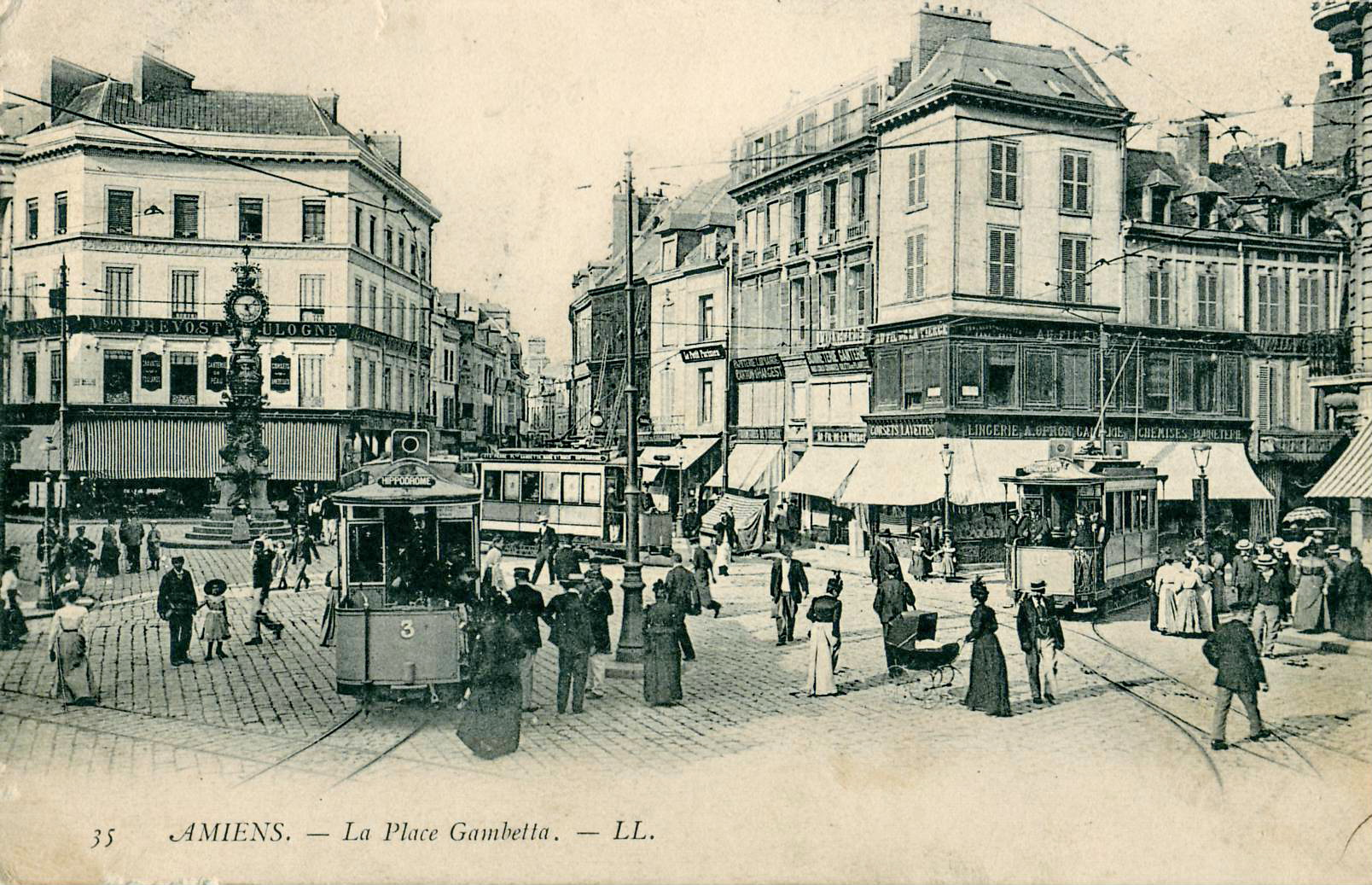
Плаща Ґамбета в кінці XIX століття.

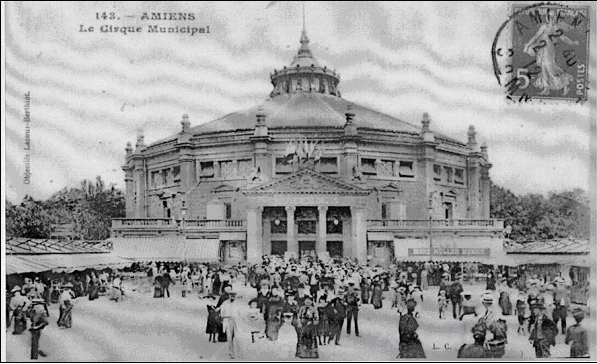
Ам'єнська муніципальна об'їздна у 1912 році.

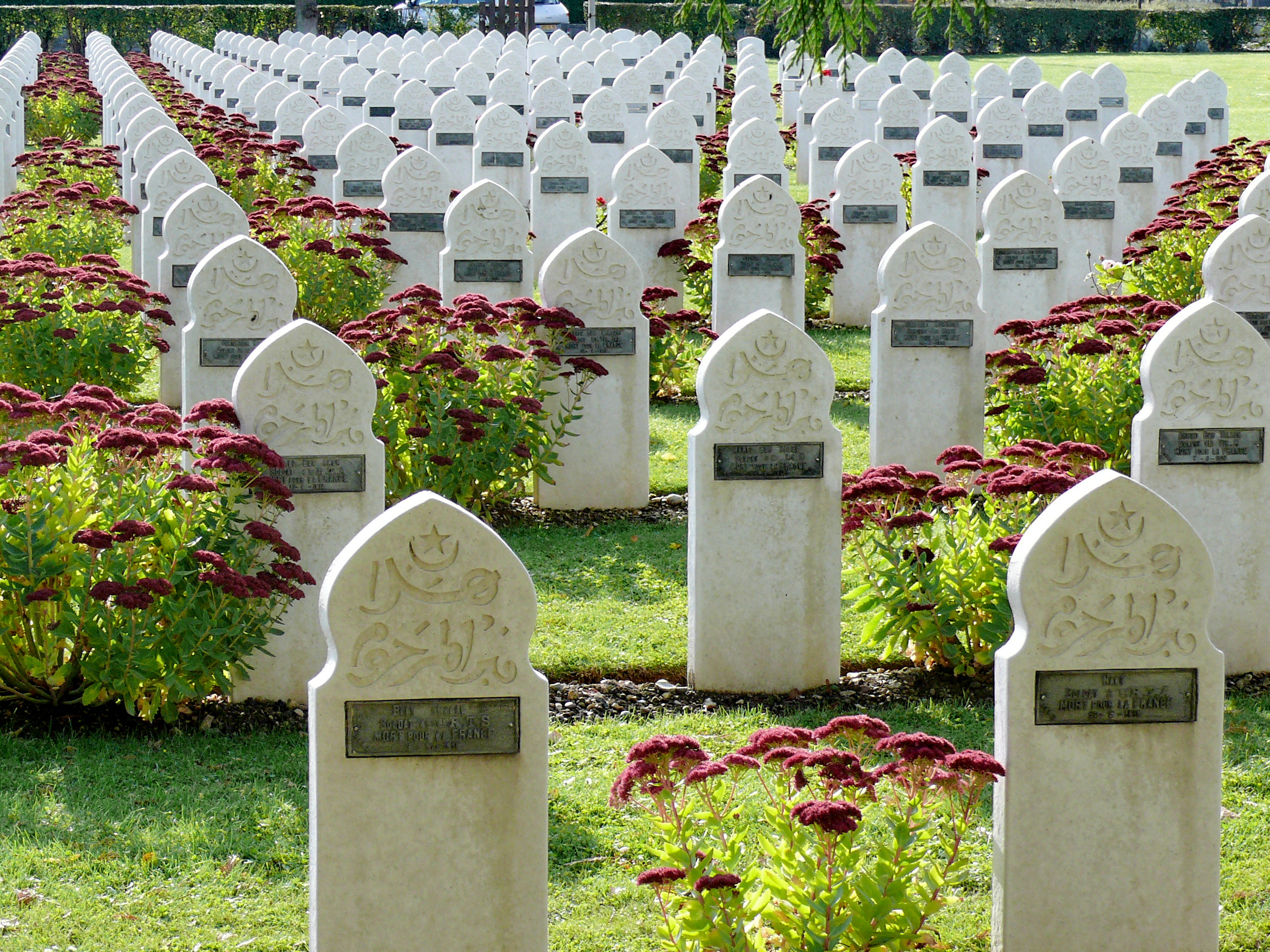
Мусульманське поховання на військовому цвинтарі в Ам'єні на згадку про Tirailleurs sénégalais у Першій світовій війн.

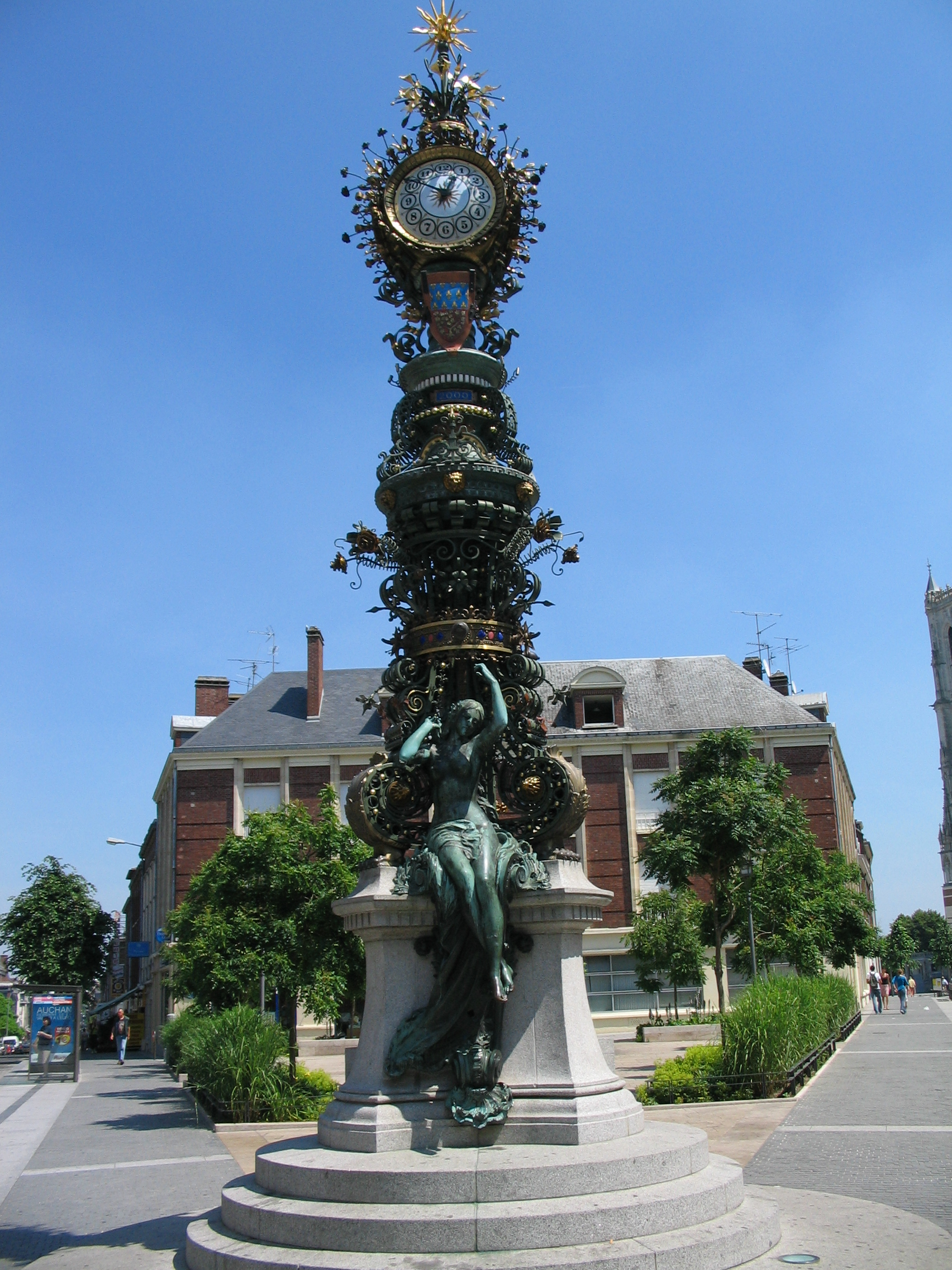
La Marie sans chemise годинникова вежа

Першою назвою міста була Самаробріва (лат. Samarobriva, що перекладається з галльської як «міст на Соммі»). Пізніше місто дістало назву гальського племені амбіанів, їхня назва буквально означає «з обох берегів». Культура палеоліту називається Ашельською культурою, що була ідентифікована як така на місці Сен-Ашеля поблизу Ам'єна.

## Історія

### Античність
Ам'єн, або згідно з римлянами — Сомаробрива (лат. Samarobriva), був основним поселенням амбіан, одним із провідних племен галлів, що карбували монети в першому столітті до нашої ери. Відповідно до традицій, біля воріт Ам'єна, Мартін Турський, у той час ще римський воїн, позичав свою мантію голому жебраку. Заможність міста манила варварів, таких як алани, бургунди чи вандали, заохочуючи їх до грабунку. Їм вдалося захопити місто декілька разів.

### Середні віки
У п'ятому столітті серед франків прийшов до влади Хлодіон, а Меровій був обраний побратимами по зброї в Ам'єні. Святий Гонорат став сьомим єпископом міста в 600 році нашої ери.
Нормани, або пізніше вони ж — вікінги, пограбували місто в 859-му, та вдруге — у 882 роках. Під час повторного набігу був спалений міський собор.
Перша частина десятого століття ознаменувалася об'єднанням Ам'єна, Вексена, Лана та Реймса під проводом герцога Герберта д'Вермандуа. В 1095 році мешканці Ам'єна почали організовуватися у своєрідні муніципальні групи, і вже в 1113 році місто було визнане французьким королем. А, в 1185 році було приєднано до королівства.
На 1264 рік місто вибрали, як вотчина судочинства французького короля Людовика ІХ, що відвернув конфлікт між англійським сувереном Генріхом ІІІ та його бунтівними баронами під проводом Симона д'Монфор. Це примирення призвело до ам'єнського указу, в якому Людовик наважився винести односторонній вирок на користь Генрі. Таке арбітражне рішення майже відразу підбурило до Війни баронів.
У 1435 році згідно із Зібранням Арасу, місто подарували бургундському Філіппу III Доброму. Пізніше, після смерті Карла Сміливого, король Людовик ХІ в 1447 р. повернув його назад.

### Ренесанс та індустріалізація
У 1557 році іспанські солдати замаскувавшись як селяни, увійшли в місто та організували несподіваний напад. Після шести місяців осади, сили Генріха IV відновили контроль міста, та положили кінець його автономному бродінню.
Протягом XVIII та XIX століть, текстильні традиції Ам'єну стали широковідомими завдяки виробництву велюру. Сім'я Корсератів піднімається до рівня найбільших та найзаможніших виробників тканин.
У 1789 році провінції Франції були розформовані, а адміністративний поділ переформатувався у департаменти. Більшість Пікардії стає частиною тільки-що утвореної Сомма, де столицею виступив Ам'єн.
У листопаді 1801 року британські та французькі делегати почали обговорювати терміни мирової в Ам'єнському конгресі. На 25 березня 1802 року Об'єднане Королівство Великої Британії та Ірландії, а також Перша французька республіка підписали універсал Ам'єнський мир, відкидаючи Другу коаліцію проти Франції.
Під час XIX століття на Ам'єні почали проявлятися ознаки індустріальної революції. Міська стіна була зруйнована, відкриваючи простір для просторих алей навколо центральної площі. Анривіль по сусідству в південній частині був відбудований десь в цей самий час.
Перша залізниця в Ам'єні стала реальністю, зв'язуючи місто із Булонь-сюр-Мер. Після того місто перейшло межу річки.
Протягом 1870 року під час франко-прусської війни, у Сомму вторглися прусські сили, і Ам'єн був окупований. Зустрівши свою дружину на весіллі у 1856 року, письменник-фантаст Жуль Верн незабаром оселився в Ам'єні в 1871 році. Пізніше, в 1888 році він став міським радником.
У 1889 році Жуль Верн офіційно відкрив Ам'єнську об'їзну, на якій був представлений суд, міліцейське відділення та музей, що відображав історію Пікардії.

### Двадцяте століття
На початку 1905 року Віктор Комон, якого називали зодчим Доісторичної науки, виконав дещо важливу археологічну роботу в районі Пікардії.

#### Перша світова війна
Після перших бомбардувань міста, Ам'єнська операція стала початковою фазою у Стоденному наступі. Цей наступ призвів до перемир'я, що у кінцевому висновку завершив війну. Ам'єн є містом, в якому триває більшість сюжету роману «Співи птахів», написаного Себастьяном Фоксом.

#### Друга світова війна
Регіон Пікардії був окупований нацистами, і декілька міст включаючи Ам'єн, були частково зруйновані через бомбардування перед тим, як бути звільненими.
На 18 лютого 1944 року британські літаки скинули бомби на ам'єнську в'язницю, як частина операції «Джеріко». Напад був організований із метою допомоги втечі членів французького опору та політичних в'язнів, що там утримувалися.

#### Повоєнні часи та французька культурна революція
Місто відбудовувалося на основі плану П'єра Дафо, що зосередив зусилля розширюючи вулиці та полегшуючи потік транспорту. Усі нові будови звели використовуючи в основному цеглу, цемент, білий камінь та сланцеву черепицю. Архітектор Огюст Перре спроєктував Ґаре д'Ам'єн, залізничну станцію та сусідню вежу для помешкань Перре.
На 2 червня 1960 року новий муніципалітет Пікардії був створений за рахунок департменту Ена, Уаза та Сомма.
У травні 1968 року студенти Ам'єна приєдналися до масштабного страйку, що розпочався у Парижі. Робітники заводів та залізничники у місті долучилися до них через кілька днів пізніше. Ам'єн був паралізований через боротьбу між прибічниками консервативних та лівих сил. Після радіозвернення Шарля д'Ґолля 31 травня, його однодумці вийшли на вуличну демонстрацію.
Наступного жовтня в університеті Ам'єна заснували факультет Південно-Західного передмістя. Місто було вражене втратою значної кількості робочих місць, оскільки виробничі майданчики в регіоні закривалися впродовж 1970-х та 1980-х років. Незважаючи на негаразди, у той час вдалася спроба поновити район Санта-Лу.

### Кінець двадцятого століття та сьогодення
В 1990 роках значне відродження міста було очевидним. Поновлення Санта-Лу завершилося, і частини університету перевели у центральні квартали міста. Околиці Велі-де-Вінь відтворили у Південь міста, а також значні території конвертували під пішохідні зони. Північний вокзал пербудувався із спірним застосуванням скляного даху. Вежа Перет також була поновлена, так сам як і комплекс кінотеатру. Почали переорганізовувати ділянку навколо вокзалу.

## Демографія
Динаміка населення (Cassini і INSEE ·  ):
Розподіл населення за віком та статтю (2006):
| Стать | Всього | До 15 років | 15-24  | 25-44  | 45-64  | 65-85 | Понад 85 |
| --- | ------ | ----------- | ------ | ------ | ------ | ----- | -------- |
| Чоловіки | 63 690 | 12 276      | 13 463 | 18 773 | 12 838 | 5702  | 638      |
| Жінки | 72 384 | 11 663      | 14 784 | 19 326 | 15 395 | 9438  | 1778     |
| \| Статево-вікова піраміда \| Статево-вікова піраміда \| Статево-вікова піраміда \| \| ----------------------- \| ----------------------- \| ----------------------- \| \| Чоловіки \| Вік \| Жінки \| \| 638 \| 85 + \| 1778 \| \| 975 \| 80-84 \| 2267 \| \| 1318 \| 75-79 \| 2345 \| \| 1569 \| 70-74 \| 2438 \| \| 1840 \| 65-69 \| 2388 \| \| 2215 \| 60-64 \| 2672 \| \| 3384 \| 55-59 \| 3907 \| \| 3676 \| 50-54 \| 4227 \| \| 3563 \| 45-49 \| 4589 \| \| 3990 \| 40-44 \| 4443 \| \| 4175 \| 35-39 \| 4089 \| \| 4825 \| 30-34 \| 4879 \| \| 5783 \| 25-29 \| 5915 \| \| 7656 \| 20-24 \| 8638 \| \| 5807 \| 15-20 \| 6146 \| \| 3985 \| 10-14 \| 3700 \| \| 3928 \| 5-9 \| 3765 \| \| 4363 \| 0-4 \| 4198 \| |        |             |        |        |        |       |          |
| Статево-вікова піраміда |        |             |        |        |        |       |          |
| Чоловіки | Вік    | Жінки       |        |        |        |       |          |
| 638 | 85 +   | 1778        |        |        |        |       |          |
| 975 | 80-84  | 2267        |        |        |        |       |          |
| 1318 | 75-79  | 2345        |        |        |        |       |          |
| 1569 | 70-74  | 2438        |        |        |        |       |          |
| 1840 | 65-69  | 2388        |        |        |        |       |          |
| 2215 | 60-64  | 2672        |        |        |        |       |          |
| 3384 | 55-59  | 3907        |        |        |        |       |          |
| 3676 | 50-54  | 4227        |        |        |        |       |          |
| 3563 | 45-49  | 4589        |        |        |        |       |          |
| 3990 | 40-44  | 4443        |        |        |        |       |          |
| 4175 | 35-39  | 4089        |        |        |        |       |          |
| 4825 | 30-34  | 4879        |        |        |        |       |          |
| 5783 | 25-29  | 5915        |        |        |        |       |          |
| 7656 | 20-24  | 8638        |        |        |        |       |          |
| 5807 | 15-20  | 6146        |        |        |        |       |          |
| 3985 | 10-14  | 3700        |        |        |        |       |          |
| 3928 | 5-9    | 3765        |        |        |        |       |          |
| 4363 | 0-4    | 4198        |        |        |        |       |          |

## Економіка
2010 року серед 92 672 осіб працездатного віку (15—64 років) 61 939 були активними, 30 733 — неактивними (показник активності 66,8%, у 1999 році було 63,6%). З 61 939 активних мешканців працювали 50 553 особи (25 581 чоловік та 24 972 жінки), безробітними було 11 386 (5781 чоловік та 5605 жінок). Серед 30 733 неактивних 16 111 осіб було учнями чи студентами, 5840 — пенсіонерами, 8782 були неактивними з інших причин.
У 2010 році в муніципалітеті числилось 55 031 оподатковане домогосподарство, у яких проживали 120 501 особа, медіана доходів виносила 15 892 євро на одного особоспоживача.

## Транспортна мережа

### Автомагістралі
Ам'єн обслуговується декількома автомагістралями:
- A16 до Кале через Аббевіль та Булонь-сюр-Мер
- A16 до Парижа через Бове
- A29 до Руан та Гавр через Нефшатель-ан-Бре
- A29 до Реймс через Сен-Кантен та Лан (Ена)
- Проект автобану A24 із Ам'єна до Лілль та Дуллан був відкладений у 2006 р.

### Залізничне сполучення
Ам'єн має дві станції: Ам'єнський вокзал та Вокзал Сен-Рош із сполученням:
- до Лілль через Аррас та Дуе (Нор);
- до Булонь-сюр-Мер через Аббевіль;
- до півночі Парижа через Крей чи Комп'єнь;
- до Реймс через Терньє;
- до Руан;

### Летовища
На додаток до Глізі, де злітно-посадкова смуга граничить із східною межею міста, існує ще декілька летовищ:
- Летовище Бове-Тільє, що обслуговується авомбусами із Ам'єна;
- Летовище Лілль, сполучення із яким підтримується за рахунок транспортних магістралей А29 та A1;
- Міжнародний аеропорт імені Шарля де Голля, доступ до якого підтримується автомагістралями A29, A1, A16 та N104;

## Заклади освіти
- Університет Пікардії імені Жуля Верна.

## Визначні пам'ятки

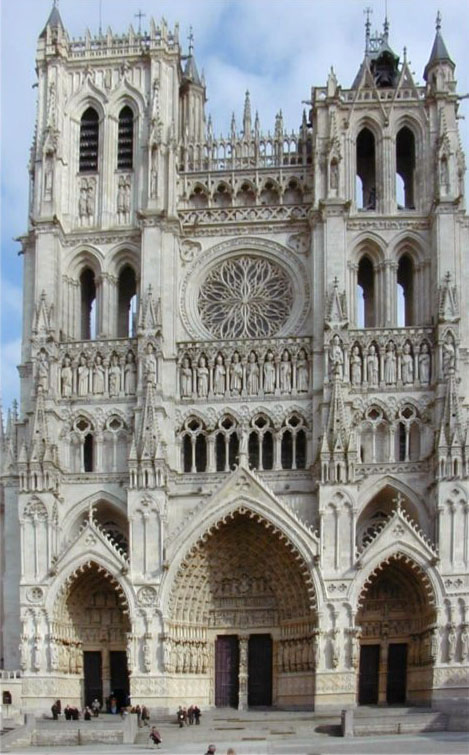
Собор в Ам'єні.

Ам'єнський собор — найвищий із найбільших церков класичного готичного стилю XIII століття і найбільший у Франції такого роду. Після пожежі, що знищила попередній собор, нова нава була зведена у 1220—1247 роках. Ам'єнський собор відрізняється цілісністю свого планування, красою поетапного триярусного зводу інтер'єру, що особливо приваблює скульптурами головного фасаду та південного трансепту, лабіринтом та інкрустаціями. Він описаний як «Парфенон готичної архітектури», та згідно з Джоном Раскіним — «Готичний, достойний римських традицій, арабського шарму, такий, що відверто підкоряє, неперевершений та неприступний».
Ще, існують Белфрі, Об'їзна та Вежа Перре.
Ам'єн також відомий садами, що розміщені на невеликих багнистих острівках вздовж річки Сомма, оточених мережою штучних каналів.

## Квартали та райони

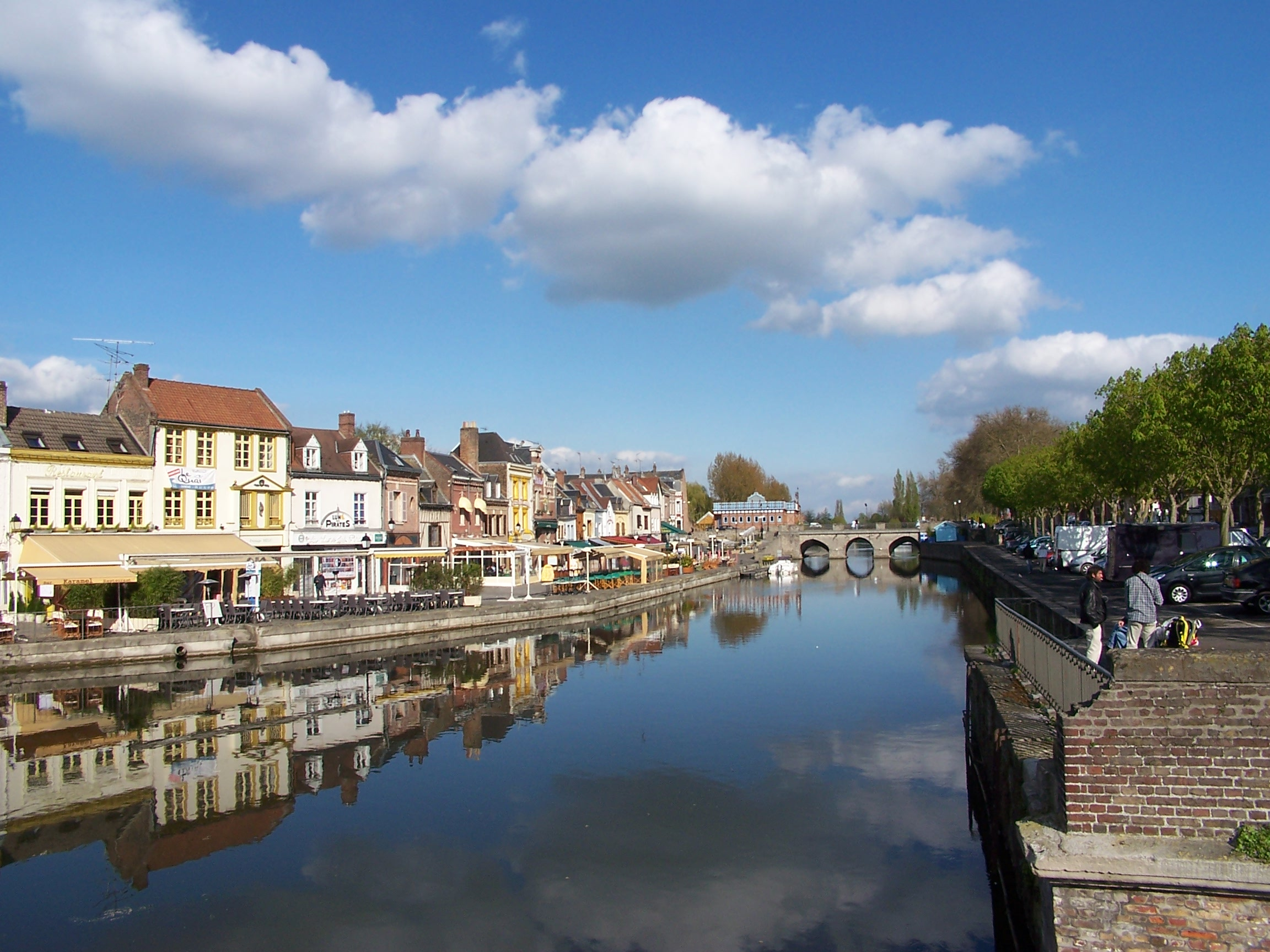

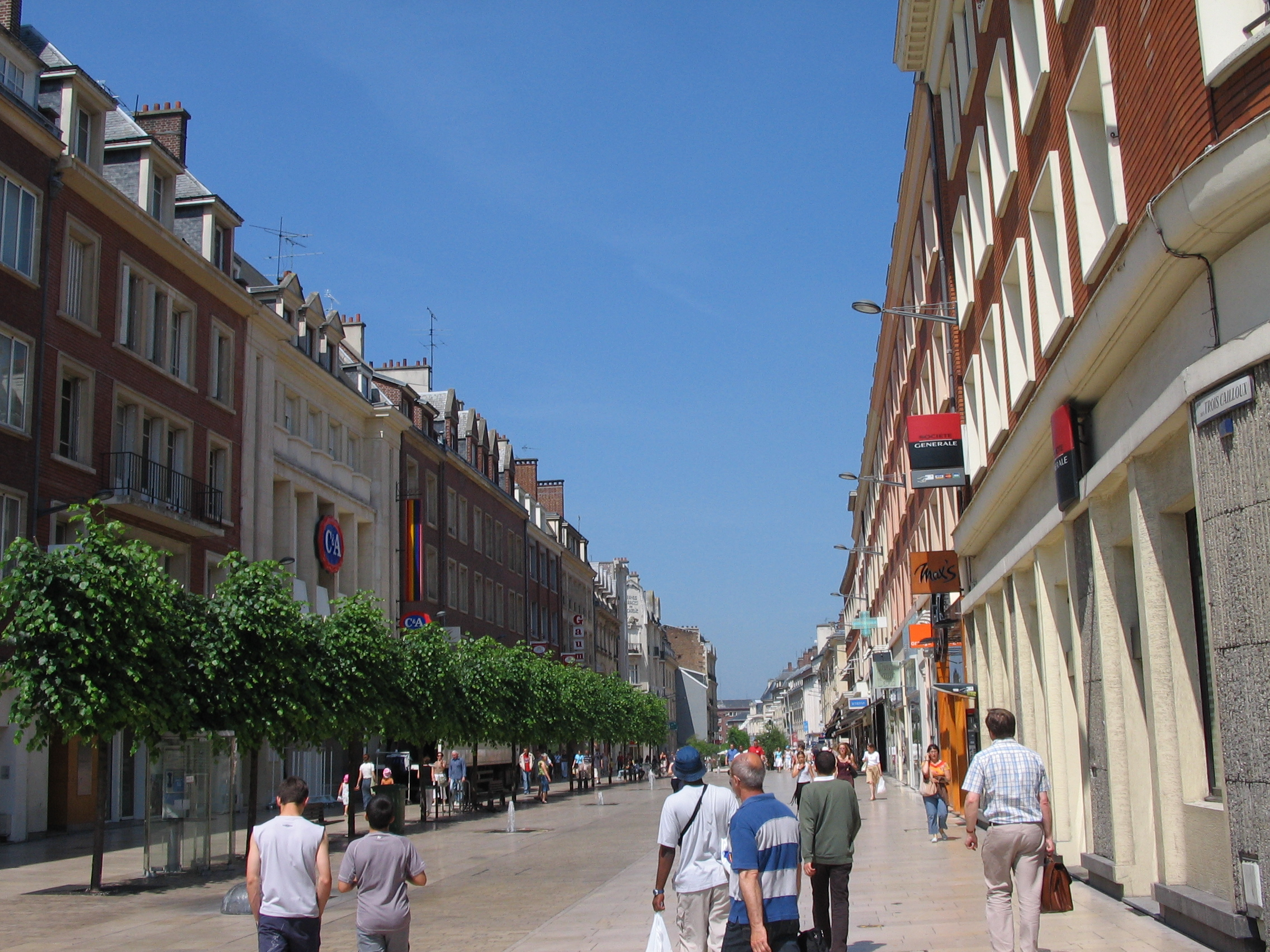

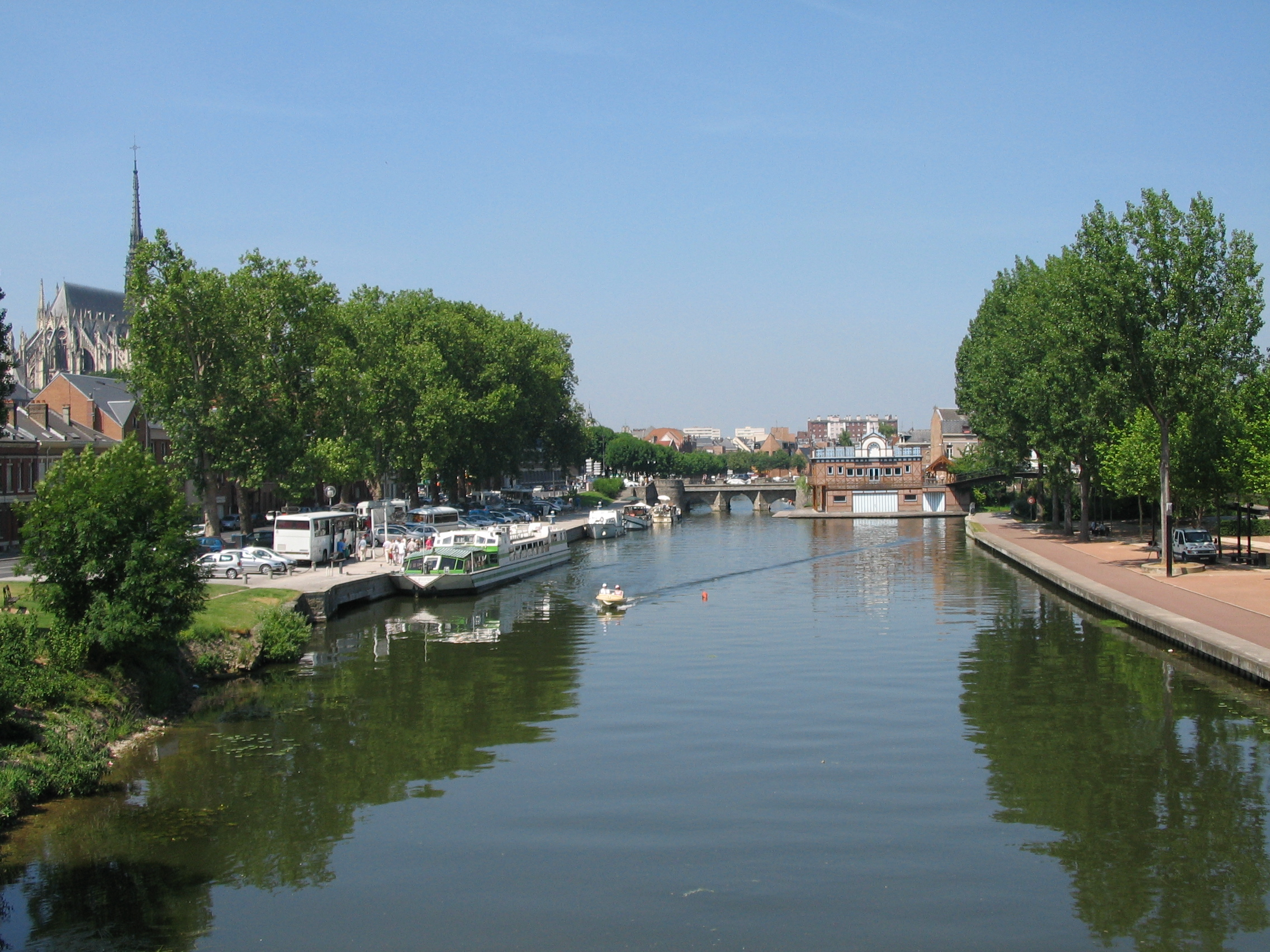

Ам'єн скадається з деякої кількості поселень із певними своєрідними рисами, включаючи Сен-Ле, Сен-Моріс, Анрівиль та Сен-Ашель.

### Сен-Ле
Сен-Ле є частиною Ам'єна на північ від міської площі. Він має багато давніх дерев'яних та цегляних будинків, а також декілька каналів. Це була бідна частина міста, але після обширних поновлювальних робіт в 1990-их роках стала найпопулярнішою серед туристів і студентів, як привабливий район із значною кількістю кафе, ресторанів та нічних клубів. Місцеві традиції представлені концертним холом і театром ляльок, що виступають пікардійською мовою.

### Сен-Моріс
Місто, розміщене між Мейденлейським цвинтарем та сходом цитаделі — одне із найбільших індустріальних кварталів Ам'єна. Це робочий район, що перебудовується, поновлюється та впорядковується.

### Анривіль
Анривиль та околиці були побудовані протягом 19-го століття після руйнування міської стіни. Місто протягається на південь від його центру, та має значну кількість нерухомості буржуазії і декілька ратуш, таких як будинок Жюль Верна. Кілька прикладів архітектурних стилів також присутні, як, наприклад, неокласицизм чи трубадури.

### Сен-Ашель
У цьому місті завдяки археологічним розкопкам відкрили доісторичні приладдя типові для Ашельської культури, що було названо на честь поселення Сент-Ашеля. Слід зауважити, що існує комуна Сент-Ашель, розміщена 37 кілометрів північніше. Окрім цього, квартал Сен-Ашель є також місцем військового кладовища Першої світової війни (1914—1918 рр.). Цей квартал вміщає так-звані «англійські райони», які типово складаються із будинків англійського стилю.

## Відомі люди
- Магненцій (303—353) — імператор (узурпатор) Римської імперії з 350 по 353 роки
- Ансґар (801—865) — архієпископ Гамбурга-Бремена
- Петро Пустельник (1050—1115) — французький католицький провідник, пустельник, монах. Один із натхненників Першого хрестового походу
- Фелікс Валуа — святий РКЦ
- Сімона Ренан (1911—2004) — французька актриса театру, кіно і телебачення
- Одетта Гелловс (1912—1995) — британська розвідниця французького походження.
- Емануель Макрон — президент Франції (з 2017)

## Міста-побратими
| Місто      | Країна          | Дата угоди |
| ---------- | --------------- | ---------- |
| Дортмунд   | Німеччина       | 1960       |
| Герліц     | Німеччина       | 1971       |
| Дарлінгтон | Велика Британія | 1973       |
| Мяньян     | КНР             | 1997       |
| Талса      | США             | 2006       |
| Кривий Ріг | Україна         | 2025       |